# 比悲傷更悲傷的故事 (2018年電影)
《比悲傷更悲傷的故事》（英語：More Than Blue）是一部2018年臺灣愛情電影，翻拍自2009年南韓電影，導演為林孝謙，並以擅長詩意光影的香港攝影師關本良擔任攝影指導。2018年1月4日開鏡。由劉以豪、陳意涵、張書豪、陳庭妮領銜主演，2018年11月30日港、臺同步上映，2019年3月14日澳洲上映。本劇入選第23屆釜山國際影展「Open Cinema」單元，在影展舉行世界首映。獲中華民國文化部「107年度第1梯次國產電影長片輔導金」新臺幣700萬元。2021年改編為《比悲傷更悲傷的故事：影集版》。

## 劇情描述
男主角張哲凱（K）父親罹患癌症過世後被母親拋棄，女主角宋媛媛（Cream）雙親與妹妹外出發生車禍意外離世，兩人從高中失去家人後，成為彼此唯一最親密的朋友和家人。
從16歲開始彼此相互相守同居，但相愛卻離彼此非常遙遠，只因K罹患了遺傳性癌症，不定時復發，深怕傷害到Cream，故決定隱瞞病情，不敢給Cream承諾。某次生日K許願，希望Cream可以找到一個愛她的人並結婚，Cream也順著K的希望，在派對上認識了牙科醫師楊祐賢……展開了一段相愛相惜相守卻給不起承諾的悲傷愛情故事。

## 拍攝沿革
此電影由林孝謙執導、擅長詩意光影的香港攝影師關本良擔任攝影指導，2018年1月4日開鏡，並宣布由劉以豪、陳意涵、張書豪、陳庭妮等人領銜主演。1月31日在棒壘球打擊練習場拍攝角色大學時期玩樂、打棒球等片段時，舉行外景拍攝探班記者會，對媒體公開人物角色。

## 演員陣容

### 主演角色
| 演員                  | 角色            | 介紹 |
| 劉以豪 石知田（少年） | 張哲凱（K）     | 罹患白血病的音樂人。 高一时，父亲因白血病去世，母亲得知他罹患白血病，给了他一笔钱後便离开他。在他独自生活一个月后，他遇见了他生命中最重要的人-宋媛媛（Cream），他们的相遇很特别。有一天，Cream去了他的家便决定与他一起住。他们一起同居了13年，K很喜欢Cream，可是他不敢开口，因为他知道他身体里的癌细胞随时会发作，他便默默把爱收在心里，希望Cream嫁给一个身体健康的好男人。他为了Cream去求楊祐賢的未婚妻Cindy，请她离开楊祐賢。在把Cream嫁出去过后，他一个人在医院治疗，却没想到Cream来了，带他回家。他在最后照相机的倒数声下，拍了最后一张只有K和Cream的合照，拍照的同时也平静地在Cream的怀中发病离世。                                                                                                 |
| 陳意涵 姚爱寗（少年） | 宋媛媛（Cream） | 作詞人，與K從高中時期就是好朋友。 高一时，父母和妹妹在隧道发生了车祸身亡，家中只剩她一个人。一天，在一个咖啡馆里看到了张哲凯（K）被他母亲抛弃后痛哭的一幕。过后他们一起同居了13年，Cream很喜欢K，可是她不敢开口。在偶然的一次机会下，她发现了K的药物并知道他的癌症到了末期。K希望Cream嫁给一个身体健康的好男人。她便去找了楊祐賢，尝试跟他交往，在K的带领下与楊祐賢步入婚姻的殿堂。在婚后，她留了一只录音笔给楊祐賢，并告诉他Cream对K的感情已经埋得太深了，捞不出来便去医院找K，把K带回家。回家后，她给K看了他们在婚纱店拍的婚纱照。K在最后照相机的倒数声下，拍了最后一张只有K和Cream的合照，拍照的同时也平静地在Cream的怀中发病离世。Cream在伤心欲绝下服用了早已准备好的药物跟着K一起去到约定的下辈子。 |
| 張書豪                | 楊祐賢          | 牙醫，故事開始時是Cindy的未婚夫，是K希望可以託付Cream的對象。因為Cindy分手離開他遭受打擊。由於张哲凯（K）暗中幫助，和Cream交往結婚，在婚禮期間經由張哲凱（K）帶領牽起Cream的手。知曉Cream對K的感情，仍選擇守護深愛著Cream。在K和Cream過世後，獨自前往兩者的墳前致意，聽著Cream遺留的錄音筆。 |
| 陳庭妮                | Cindy           | 專業攝影師，楊祐賢的未婚妻。原先重視利益高過愛情，但因為與K的交流對愛情改觀，後來和楊祐賢解除婚約。在K和Cream過世後，舉辦以K為主題的攝影展，在攝影展期間和楊祐賢重逢，感慨K和Cream之間的愛情與犧牲。 |

### 其它角色
| 演員   | 角色             | 介紹                                    |
| 吳映潔 | 小貓女（Bonnie） | 陳惠君，Cream的好友，與吉哥是一對情侶。 |
| 禾浩辰 | 阿邦             | 吉哥的小跟班，與K有特殊的情誼存在。     |
| 游大慶 | 吉哥             | 唱片老闆，與小貓女是一對情侶。          |

### 特別客串
| 演員   | 角色   | 介紹                                                  |
| 石知田 | 張哲凱 | 飾演高中時期的少年張哲凱。                            |
| 姚愛寗 | 宋媛媛 | 飾演高中時期的少女宋媛媛。                            |
| 張允曦 | Amanda | 唱片公司高層經理。                                    |
| A-Lin  | A-Lin  | 飾演開頭錄歌的歌手。                                  |
| 海裕芬 | Maggie |                                                       |
| 侯彥西 |        | 飾演錄音室的工作人員                                  |
| 吳承洋 | 小游   | A-Lin的司機                                           |
| 王竣民 | 張正強 | 飾演男主角英年早逝的父親，死後留下許多遺產給他們母子. |
| 尹昭德 | 尹昭德 | 飾演男主角的醫生。                                    |

## 獎項紀錄
| 年份   | 單位             | 獎項             | 入圍者                                          | 結果 |
| ------ | ---------------- | ---------------- | ----------------------------------------------- | ---- |
| 2019年 | 第56屆金馬獎     | 最佳原創電影歌曲 | 〈有一種悲傷〉詞：林孝謙/曲：張簡君偉/唱：A-Lin | 提名 |
| 2019年 | 第21屆台北電影獎 | 最佳攝影         | 關本良、鄭智仁                                  | 提名 |
| 2019年 | 第21屆台北電影獎 | 最佳配樂         | 陳建騏、羅恩妮                                  | 提名 |

獲得文化部「107年度第1梯次國產電影長片輔導金」700萬元。
入選第23屆釜山國際影展「Open Cinema」單元，2018年10月7日在影展舉行世界首映，5000網路票券5分鐘秒殺賣完。
從第23屆釜山國際影展的324電影中脫穎而出，以5815票的超高人氣空降影展期待榜的第一名。
主演劉以豪與陳意涵在影展與Marie Claire合作的亞洲之星頒獎典禮榮獲「Face of Asia Award」大獎。

## 電影歌曲
| 曲別   | 歌名                 | 演唱者          | 作詞   | 作曲                           |
| 主題曲 | 有一種悲傷           | A-Lin           | 林孝謙 | 張簡君偉                       |
| 插曲   | KITTY BOMB           | 吳映潔          | 林孝謙 | 盧羿安 Skippy （Crispy脆樂團） |
| 插曲   | 有一種悲傷（男聲版） | 劉以豪          | 林孝謙 | 張簡君偉                       |
| 插曲   | Tonight（男生版）    | 柯智棠          | 蔡柏璋 | 羅恩妮                         |
| 插曲   | Tonight（女生版）    | 洪佩瑜          | 蔡柏璋 | 羅恩妮                         |
| 插曲   | 舞伴                 | 柯智棠 & 洪佩瑜 | 柯智棠 | 柯智棠                         |

## 票房
全球累計票房達新台幣48億元。

### 臺灣
首週三天票房為新台幣3,211萬元，為2018年台灣電影的開片票房冠軍；12月6日，上映一週全台票房破7,000萬元；12月8日，上映九天全台票房破億（1.05億元）；次週票房累計至新台幣1.25億元；12月10日，上映十一天全台票房達1.35億元，打破原由《角頭2》保持的2018台片票房冠軍紀錄（1.27億元）；第三週票房累計至新台幣1.81億元；12月22日，票房突破新台幣2億元；第四週票房累計至新台幣2.06億元；最終全台票房為新台幣2.4億元。

### 香港
香港與台灣同步11月30日上映，首週三天票房為170萬港幣，為電影《我的少女時代》後，台灣電影在港上映的最高開片票房。上映兩週，香港票房突破1,000萬港幣；截至12月19日為止，票房累計至1500萬港幣，比前一週高出35%。最終累積票約2200萬港幣。

### 新加坡
12月13日在新加坡8家國泰戲院獨家上映，首週四天票房為16萬6968新幣，超過2016年在25家戲院開映的《紅衣小女孩》票房16萬5469新幣，成為近年台片在新加坡上映的最強開片票房紀錄；截止到2019年1月為止，累積票房180萬新幣，成為在新加坡2018年最賣座的亞洲電影。

### 韓國
該片於12月12日在韓國上映，截止12月20日為止，累積觀影人次為26,314人次，包含提前在10月份搶先在第23屆釜山國際影展「Open Cinema」單元世界首映的5000張票。

### 馬來西亞
該片於12月27日在马来西亚上映首日就累积破百万令吉票房，超越台湾纯爱电影《我的少女时代》创下的大马首日开映票房纪录。截止到2019年1月為止，累積票房600萬令吉。

### 中国大陆
该片于2019年3月14日在中国大陆局部上映，3月15日全面上映。上映首周综合票房即达到3.3亿人民币，至3月18日晚间已经打破了台湾电影《我的少女时代》创下的中國大陸票房纪录。。電影自14日在中國大陸上映票房一路直線上升，連續12日單日票房冠軍，雄霸兩週票房榜首，最終票房達9.57億人民幣。
| 上一届： 《無敵破壞王2：網路大暴走》 | 2018年台北週末票房冠軍 第49週        | 下一届： 《水行俠》  |
| 上一届： 《怪獸與葛林戴華德之罪》    | 2018年香港一週票房冠軍 第49-50週     | 下一届： 《水行俠》  |
| 上一届： 《驚奇隊長》                | 2019年中国內地一周票房冠军 第10-11週 | 下一届： 《老師·好》 |

## 外部連結
- 比悲傷更悲傷的故事的Facebook專頁（繁體中文）
- 比悲傷更悲傷的故事的Instagram帳戶（繁體中文）
- 開眼電影網上《比悲傷更悲傷的故事》的資料（繁體中文）
- Yahoo奇摩電影上《比悲傷更悲傷的故事》的資料（繁體中文）
- 雅虎香港電影上《比悲傷更悲傷的故事》的資料（繁體中文）
- 豆瓣电影上《比悲傷更悲傷的故事》的資料 （简体中文）
- 时光网上《比悲傷更悲傷的故事》的資料（简体中文）
- 互联网电影数据库（IMDb）上《比悲傷更悲傷的故事》的资料（英文）
- 爛番茄上《比悲傷更悲傷的故事》的資料（英文）